# North American X-15
El North American X-15 fou una aeronau propulsada per coet/avió espacial de la sèrie X d'avions experimentals, iniciada amb el Bell X-1, que es van fer per la USAF, la NASA i la USN. L'X-15 va establir rècords de velocitat i altitud al començament dels anys 1960, arribant a la vora de l'espai exterior i retornant amb dades valuoses utilitzades en disseny d'aeronaus i vehicles espacials. En l'actualitat ostenta el rècord mundial oficial de la major velocitat mai aconseguida per un avió coet tripulat.
El X-15 va ser construït amb un material especial per a suportar les altes temperatures provocades pel fregament de les partícules de l'aire al entrar i sortir de la atmosfera. Propulsat per motors-coet, el X-15 és transportat sota l'ala d'un B-52 modificat i, un cop a l'altitud adequada el pilot encén els motors abans de ser llençat. En els diversos vols es van anar superant progressivament les velocitats de Mach 5, Mach 6 fins a arribar a velocitat rècord de Mach 6,72. Tot i que la cabina estava pressuritzada els pilots disposaven de l'equip d'astronauta, en cas de despressurització involuntària. Durant el programa X-15, 13 dels vols (per vuit pilots) van complir els criteris de la USAF per a vol espacial excedint l'altitud de 50 milles (80,47 km, 264.000 peus), així qualificant els pilots com astronautes. Els pilots de la USAF es van qualificar per a les «ales d'astronauta» de la USAF, mentre que als pilots civils els van concedir més tard «ales d'astronauta» de la NASA.
De totes les missions de l'X-15, dos vols (pel mateix pilot) van ser qualificats com a vols espacials per la definició internacional (Fédération Aéronautique Internationale) d'un vol espacial, superant els 100 quilòmetres (62,137 milles, 328.084 peus) d'altitud i arribant en un cas als 107 km.
Els vols requerien una logística complicada amb diversos avions i helicòpters posats al llarg de la trajectòria de l'X-15 sobre uns centenars de quilòmetres així com un important sistema de comunicacions.

## Cultura popular
En els simuladors de vol existeixen una o més variants del North American X-15, com el simulador de vol de codi obert FlightGear, així com en el sector comercial.

## Especificacions (X-15)
- Tripulació: 1
- Llargada: 15,45 m
- Amplada: 6,8 m
- Altura: 4,12 m
- Superfície d'ala: 18,6 m²
- Pes en buit: 6.620 kg
- Pes màxim a l'enlairament: 15.420 kg
- Motor: Thiokol XLR99-RM-2 (motor de coet)
- Empenyiment: 313 kN
- Velocitat màxima en altura: Mach 6.72 / 7.274 km/h
- Autonomia: 450 km
- Altura màxima: 108 km